# Угрюмово (Ізносковський район)
Угрюмово (рос. Угрюмово) — присілок в Ізносковському районі Калузької області Російської Федерації.
Населення становить 73 особи. Входить до складу муніципального утворення Присілок Івановське.

## Історія
Від 2004 року входить до складу муніципального утворення Присілок Івановське

## Населення
| 2002 | 2010 |
| ---- | ---- |
| 72   | ↗73  |